# ジャッキー・プン
ジャクリーン・ノルテ・リワイ・プン（Jacqueline Nolte Liwai Pung、1921年12月13日 - 2017年3月15日）は、LPGAツアーでプレーした米国人女子プロゴルファー。 
ハワイ州ホノルルで出生。母はジャクリーン・ノルテ、父ジャック・リワイはもともとミュージシャンとして訓練されたが造船王のサミュエル・ガードナー・ワイルダーの孫の看護師として働いていた。1937年から1948年の間にハワイアン女子アマチュア選手権に4度優勝。1952年の全米女子アマチュア選手権に優勝した。 
1953年から1958年にかけてLPGAツアーに参加し、5勝した。 
プンが最も有名になったのは優勝した時ではなかった。1957年の全米女子オープンにおいて、ベッツィー・ロールズに1打差で優勝したかに思われたが、スコア誤記で失格となってしまった。プンおよびプレーイングパートナーのベティー・ジェームソンの二人ともが4番ホール（パー5）を5打と記録したが、実際は6打だった。二人ともトータルの打数は正しい数を記入していたが失格になった。ファン、オフィシャル、それに会場となったウィングドフットゴルフクラブのメンバーが寄付を呼びかけたところ、3,000 ドル以上の金額が集まり、プンにプレゼントされた（この大会の優勝賞金は1,800ドルだった）。 
1988年にハワイゴルフ殿堂入りした。 
家族によれば、2017年3月15日にライフケアセンターオブコナで死亡した。95歳だった。 

## アマチュア時代の成績
- 1937 ハワイアン女子アマチュア
- 1938 ハワイアン女子アマチュア
- 1939 ハワイアン女子アマチュア
- 1948 ハワイアン女子アマチュア
- 1952 全米女子アマチュア

## LPGA ツアーでの勝利（5勝）
- 1953 （2） パームスプリングスオープン 、 トライアングルラウンドロビン
- 1955 （2） シーアイランドオープン 、 ジャクソンビルオープン
- 1958 （1） ジャクソンオープン